# Zopherus limbatus
Zopherus limbatus es una especie de coleópteros de la familia Zopheridae.

## Distribución geográfica
Se encuentra  en México.